# ستيفن دونيلي (سياسي)
ستيفن دونيلي (بالإنجليزية: Stephen Donnelly) هو سياسي أيرلندي، ولد في 14 ديسمبر 1975 في جمهورية أيرلندا.

## مناصب
- انتخب نائب دييل عن دائرة Wicklow (Dáil constituency) [الإنجليزية]‏ وقد انضم خلال فترته النيابية [الإنجليزية]‏ (2 فبراير 2017 – )  للكتلة البرلمانية فيانا فايل.
- انتخب نائب دييل عن دائرة Wicklow (Dáil constituency) [الإنجليزية]‏ وقد انضم خلال فترته النيابية [الإنجليزية]‏ (5 سبتمبر 2016 – 2 فبراير 2017)  للكتلة البرلمانية مستقل.
- في الانتخابات العمومية الأيرلندية 2011 [الإنجليزية]‏، انتخب نائب دييل عن دائرة Wicklow (Dáil constituency) [الإنجليزية]‏ وقد انضم خلال فترته النيابية [الإنجليزية]‏ (9 مارس 2011 – 3 فبراير 2016)  للكتلة البرلمانية مستقل.
- في 2016 Irish general election [الإنجليزية]‏، انتخب نائب دييل عن دائرة Wicklow (Dáil constituency) [الإنجليزية]‏ وقد انضم خلال فترته النيابية [الإنجليزية]‏ (10 مارس 2016 – 5 سبتمبر 2016)  للكتلة البرلمانية Social Democrats (Ireland) [الإنجليزية]‏.

## وصلات خارجية
- الموقع الرسمي